# 小行星21064
小行星21062（杨利伟星）是以中国航天员杨利伟命名的小行星。
该小行星于1991年被发现，2005年命名。